# Station Aywaille
Station Aywaille is een spoorwegstation langs spoorlijn 42 in de gemeente Aywaille.
Het stationsgebouw werd gebouwd in 1884 en in gebruik genomen bij de inhuldiging van de spoorlijn begin 1885. Het was van in het begin het belangrijkste station uit de omgeving wegens het groot aantal reizigers en door de verschillende steengroeven en bosexploitaties in de omgeving. Naast de 2 hoofdsporen waren er nog vijf zijsporen in gebruik voor het goederenstation. Twee van deze sporen waren uitgerust met een weegbrug.
Tot 1960 was er een aftakking naar de steengroeve Grand'Heid. Daarna werden de goederen per vrachtwagen naar het station gebracht. In 1986 werd het goederenstation gesloten. Het goederenmagazijn werd in 1998 afgebroken.
Tussen 1996 en 1998 werd het stationsgebouw gerenoveerd en in 1999 werd een busstation gebouwd op de plaats van het oude goederenmagazijn.
Sinds 1 oktober 2015 zijn de loketten van dit station gesloten en is het een stopplaats geworden.

## Treindienst
| Serie       | Treinsoort             | Route | Bijzonderheden                                                                                                  |
| ----------- | ---------------------- | --- | --- |
| IC 33       | Intercity (NMBS / CFL) | Liers – Luik-Guillemins – Aywaille – Gouvy – Luxemburg                                                              | Rijdt in het weekend 1×/2u. tussen Liers - Luxemburg.                                                           |
| P 7480/8480 | Piekuurtrein (NMBS)    | [ Hoei – Namen ] / [ Herstal – Luik-Sint-Lambertus – Luik-Guillemins – [ Rivage – Aywaille – Gouvy ] / [ Statte ] ] | Rijdt alleen op werkdagen. Een trein vanuit Herstal naar Gouvy. Twee treinen per richting tussen Hoei en Namen. |

## Galerij

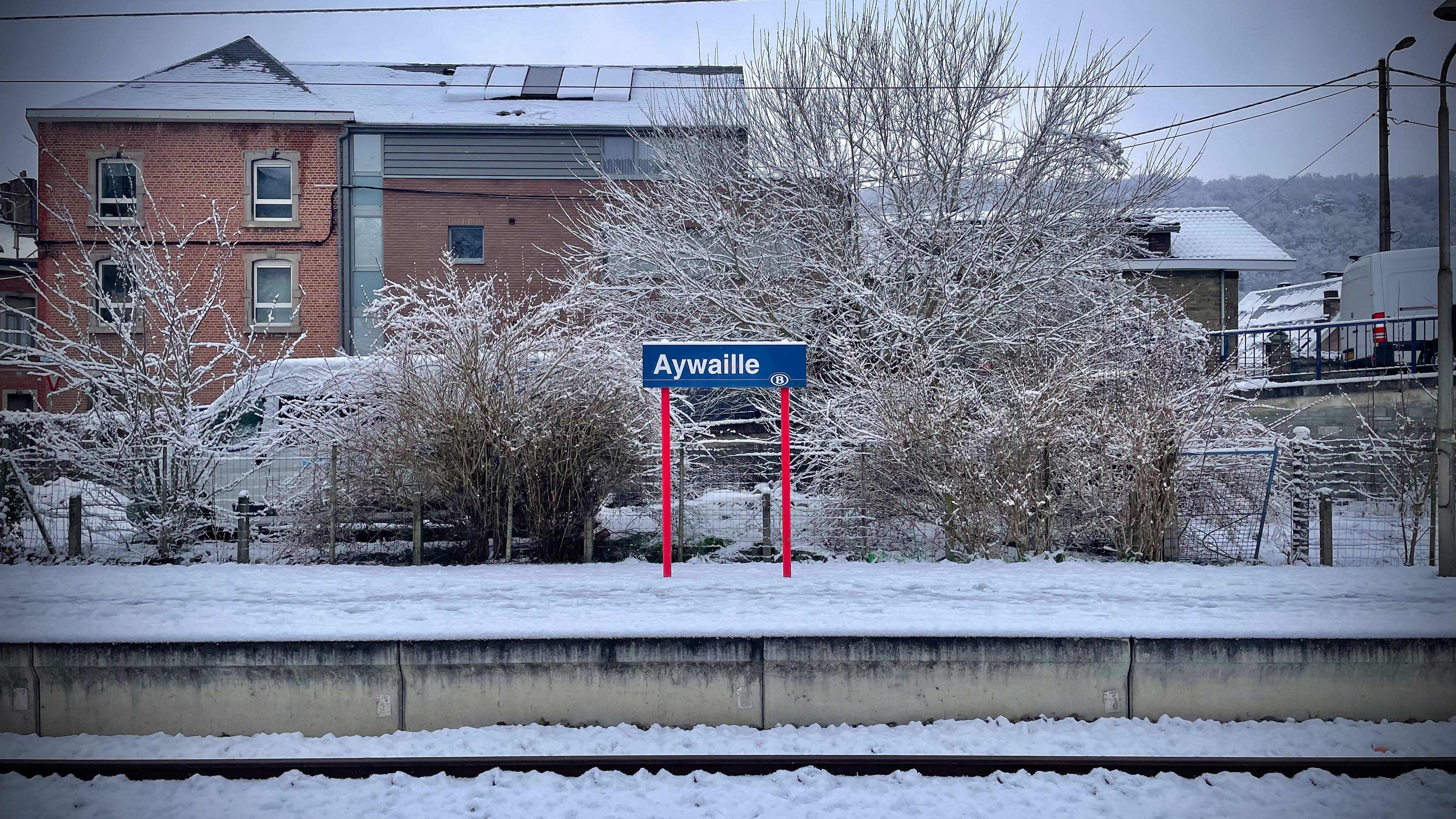
Plaatsnaambord
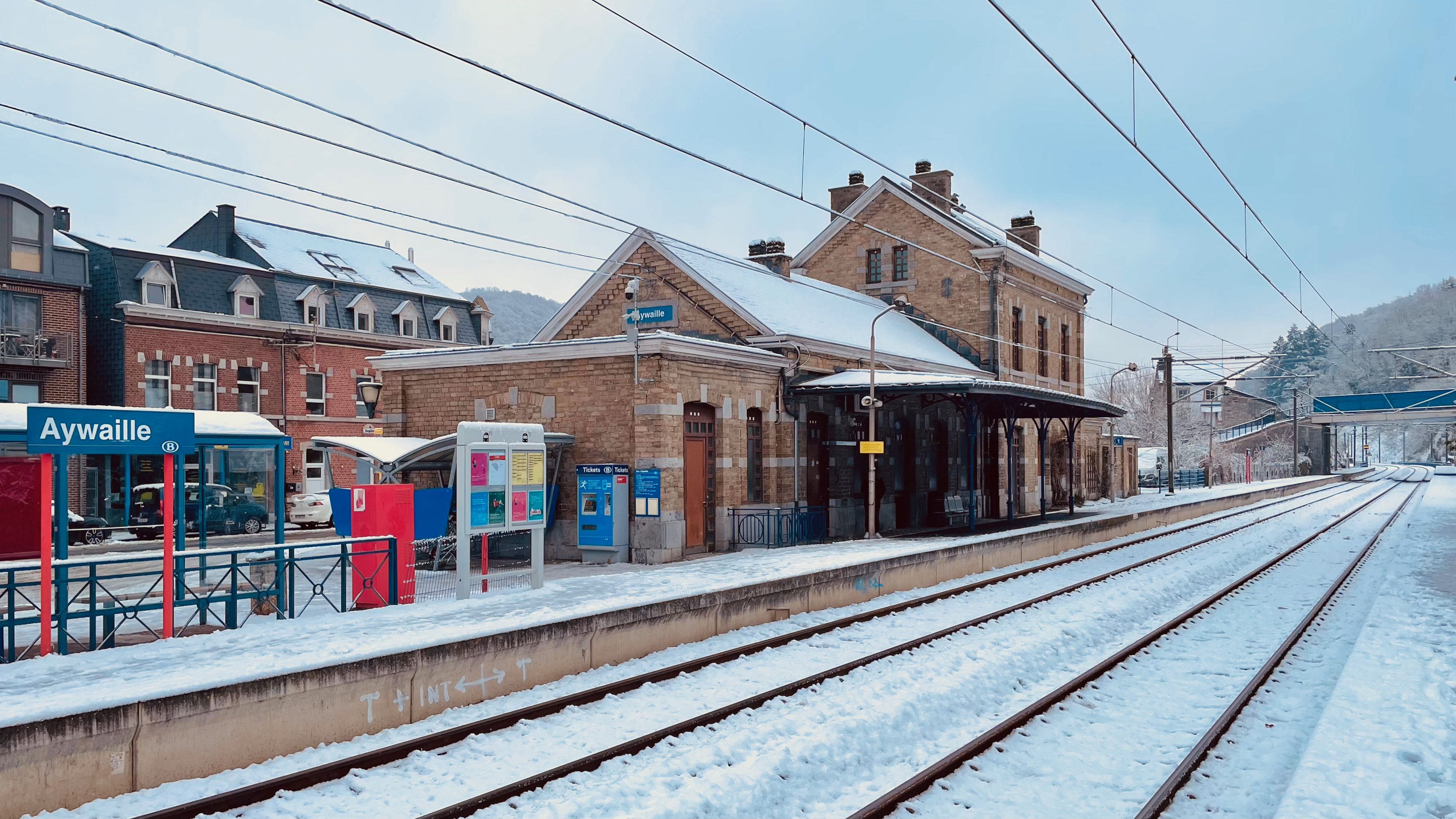
Zicht op het perron
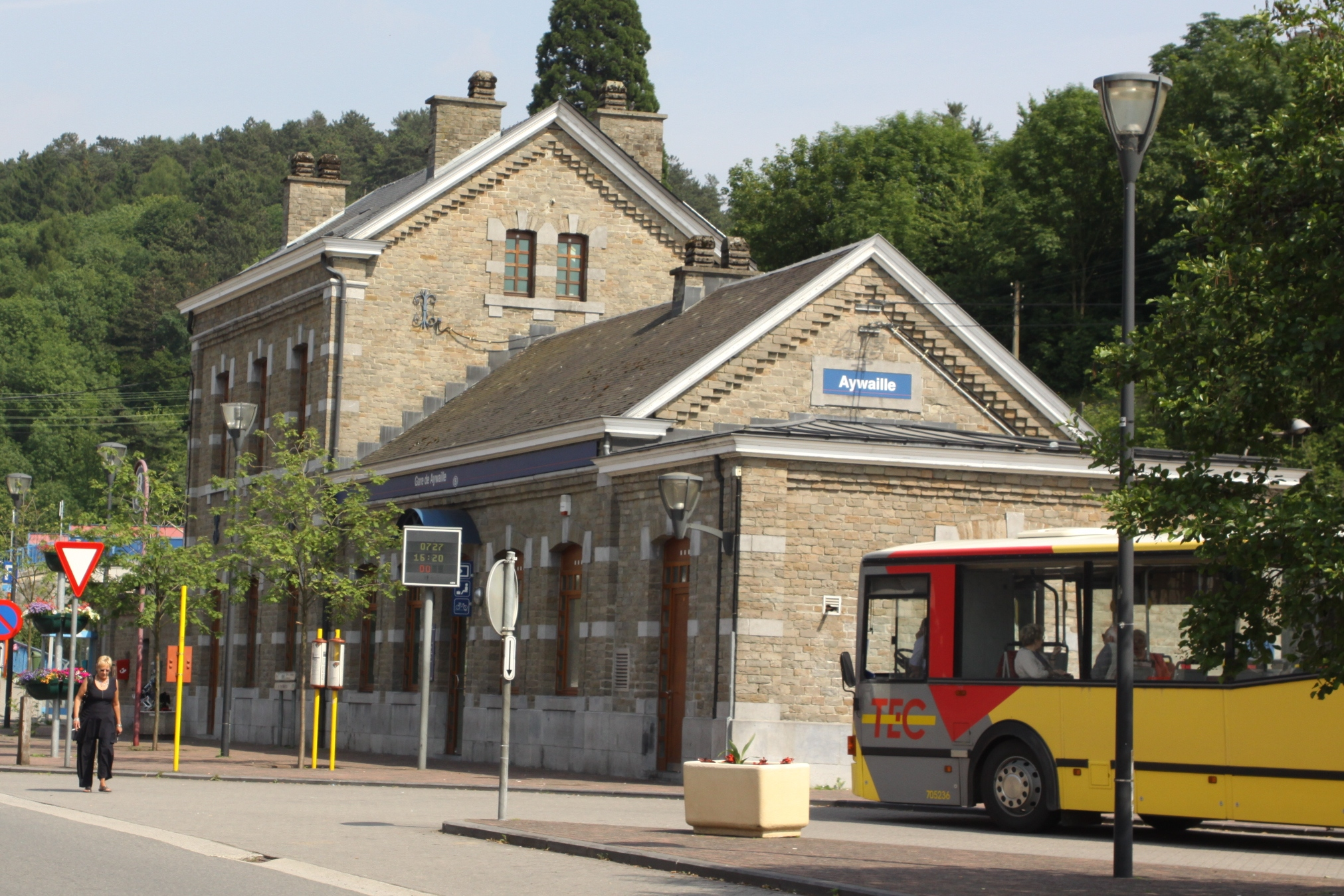
Het stationsgebouw

## Reizigerstellingen
De grafiek en tabel geven het gemiddeld aantal instappende reizigers weer op een week-, zater- en zondag.
| Tabel: aantal instappende reizigers station Aywaille | Tabel: aantal instappende reizigers station Aywaille | Tabel: aantal instappende reizigers station Aywaille | Tabel: aantal instappende reizigers station Aywaille |
|                                                      | Weekdag                                              | Zaterdag                                             | Zondag                                               |
| ---------------------------------------------------- | ---------------------------------------------------- | ---------------------------------------------------- | ---------------------------------------------------- |
| 1977                                                 | 146                                                  | 45                                                   | 31                                                   |
| 1978                                                 | 208                                                  | 57                                                   | 61                                                   |
| 1979                                                 | 182                                                  | 55                                                   | 85                                                   |
| 1980                                                 | 187                                                  | 52                                                   | 71                                                   |
| 1981                                                 | 143                                                  | 42                                                   | 28                                                   |
| 1982                                                 | 111                                                  | 65                                                   | 37                                                   |
| 1983                                                 | 143                                                  | 62                                                   | 61                                                   |
| 1984                                                 | 272                                                  | 73                                                   | 103                                                  |
| 1985                                                 | 262                                                  | 90                                                   | 108                                                  |
| 1986                                                 | 241                                                  | 84                                                   | 108                                                  |
| 1987                                                 | 233                                                  | 84                                                   | 102                                                  |
| 1988                                                 | 232                                                  | 218                                                  | 112                                                  |
| 1989                                                 | 227                                                  | 95                                                   | 108                                                  |
| 1990                                                 | 221                                                  | 90                                                   | 90                                                   |
| 1991                                                 | 228                                                  | 111                                                  | 119                                                  |
| 1992                                                 | 231                                                  | 85                                                   | 103                                                  |
| 1993                                                 | 293                                                  | 90                                                   | 116                                                  |
| 1994                                                 | 288                                                  | 76                                                   | 160                                                  |
| 1995                                                 | 244                                                  | 160                                                  | 173                                                  |
| 1996                                                 | 214                                                  | 177                                                  | 58                                                   |
| 1997                                                 | 226                                                  | 112                                                  | 120                                                  |
| 1998                                                 | 174                                                  | 100                                                  | 56                                                   |
| 1999                                                 | 189                                                  | 134                                                  | 74                                                   |
| 2000                                                 | 240                                                  | 122                                                  | 96                                                   |
| 2001                                                 | 150                                                  | 70                                                   | 69                                                   |
| 2002                                                 | 163                                                  | 63                                                   | 80                                                   |
| 2003                                                 | 164                                                  | 81                                                   | 83                                                   |
| 2004                                                 | 191                                                  | 92                                                   | 80                                                   |
| 2005                                                 | 215                                                  | 94                                                   | 108                                                  |
| 2006                                                 | 219                                                  | 121                                                  | 130                                                  |
| 2007                                                 | 218                                                  | 114                                                  | 104                                                  |
| 2008                                                 | -                                                    | -                                                    | -                                                    |
| 2009                                                 | 236                                                  | 78                                                   | 113                                                  |
| 2010                                                 | -                                                    | -                                                    | -                                                    |
| 2011                                                 | -                                                    | -                                                    | -                                                    |
| 2012                                                 | 262                                                  | 100                                                  | 132                                                  |
| 2013                                                 | 275                                                  | 110                                                  | 140                                                  |
| 2014                                                 | 237                                                  | 94                                                   | 163                                                  |
| 2015                                                 | 174                                                  | 88                                                   | 107                                                  |
| 2016                                                 | 198                                                  | 67                                                   | 89                                                   |
| 2017                                                 | 178                                                  | 85                                                   | 111                                                  |
| 2018                                                 | 223                                                  | 72                                                   | 73                                                   |
| 2019                                                 | 180                                                  | 87                                                   | 95                                                   |
| 2020                                                 | 153                                                  | 71                                                   | 95                                                   |
| 2021                                                 | -                                                    | -                                                    | -                                                    |
| 2022                                                 | 400                                                  | 133                                                  | 182                                                  |
| 2023                                                 | 370                                                  | 85                                                   | 147                                                  |
| 2024                                                 | 367                                                  | 155                                                  | 194                                                  |

0,0: Rivage ·
0,9: Liotte ·
5,7: Martinrive ·
8,2: Aywaille ·
11,4: Remouchamps ·
13,4: Nonceveux ·
17,0: Quarreux ·
19,0: Lorcé-Chevron ·
21,4: Stoumont ·
27,4: La Gleize ·
30,4: Roanne-Coo ·
32,6: Coo ·
34,8: Trois-Ponts ·
40,7: Grand-Halleux ·
45,7: Rencheux ·
46,7: Vielsalm ·
48,3: Salmchâteau ·
51,4: Cierreux ·
54,2: Bovigny ·
58,1: Gouvy